# Maurice G. Hindus
Maurice Gerschon Hindus (rusky: Морис Гершон Хиндус) (27. února 1891 Bolšoje-Bykovo, Ruské impérium, dnes Bělorusko – 8. července 1969 New York, USA) byl rusko-americký spisovatel, zahraniční zpravodaj, lektor a odborník na záležitosti Sovětského svazu a zemí střední Evropy.

## Mládí
Maurice Hindus se narodil v jedné ze čtyř židovských rodin v běloruské vesnici Bolšoje-Bykovo, která byla tehdy součástí Ruského impéria. Jeho otec byl majetnější rolník, takzvaný kulak a spolu s jeho matkou měl jedenáct dětí. Když otec zemřel, rodina se ocitla v existenční nouzi. V roce 1905 Hindusova matka s dětmi podobně jako spousta chudých Evropanů opustila svou zemi a našla nový domov v americkém New Yorku. Maurice brzy po svém příjezdu do USA pracoval jako poslíček, ale zároveň navštěvoval večerní vzdělávací kurzy a nakonec se zapsal na střední školu. V touze uniknout z velkoměsta zpět na venkov odpověděl v roce 1908 na inzerát jedné pracovní agentury a poté pracoval na farmách okresu Madison County ve státě New York po další tři roky.
Poté chtěl Hindus pokračovat ve vzdělávání v oboru agrikultury a přihlásil se na Cornellovu univerzitu, nebyl ale přijat pro nedostatečnou délku středoškolského vzdělání. Na Harvardově univerzitě ovšem později získal dva diplomy.

## Novinář a spisovatel
Od roku 1917 byl Maurice Hindus činný jako novinář. V roce 1920 napsal svou první knihu, The Russian Peasant and the Revolution (Ruský rolník a revoluce). V roce 1922 strávil několik měsíců mezi ruskými emigranty a napsal několik článků do Century Magazine. Editor periodika jej vyslal do Sovětského svazu, aby tam studoval život zemědělců a agrární systém. Na základě zkušeností z této cesty napsal knihu Red Bread (Rudý chléb) (1931), a několik dalších. Zemi pak navštívil ještě několikrát. Ve 20. a 30. letech byl otevřeně kritizován jinými odborníky na SSSR za svůj příliš idealistický a neobjektivní pohled na tuto zemi, který neodpovídal skutečnému stavu, zejména během vlády Stalina. V období Mnichovské krize v roce 1938 se rozešel se svým listem pro svůj nekompromisní postoj, přátelský Československu.

## Druhá světová válka
Během druhé světové války strávil Hindus tři roky v Sovětském svazu jako korespondent listu New York Herald Tribune. Během tohoto pobytu sepsal knihu Mother Russia (Matička Rus) (1943), kde popsal válečné podmínky na východní frontě. V roce 1946 vyšla kniha The Cossacks - The Story of a Warrior People (v českém vydání Kozáci - osudy válečnického lidu, 1947, vydavatelství Družstevní práce), v níž seznámil čtenáře s historií a dávnými vůdci kubáňských Kozáků a jejich novodobým bojem proti Němcům na Ukrajině.

## Poválečná kariéra
V roce 1947 Hindus procestoval Írán, Irák, Egypt a Palestinu. Během studené války kritizoval sovětskou vládu a ostře odděloval kremelské vůdce a obyčejné sovětské občany. v roce 1953 vydal knihu s názvem Crisis in the Kremlin (Kremelská krize). V roce 1957 se v poměrně pozdním věku oženil s Frances McClernanovou. 8. července 1969 Hindus zemřel v New Yorku ve věku 78 let poté, co strávil předchozí víkend ve svém milovaném North Brookfieldu.